# Широкий Лан
Широ́кий Лан — село в Україні, в Мелітопольському районі Запорізької області. Входить до складу Терпіннівської сільської громади. Населення становить 314 осіб. До 2020 року орган місцевого самоврядування — Промінівська сільська рада.

## Географія
Село Широкий Лан знаходиться на лівому березі річки Юшанли, вище за течією примикає село Ясне, нижче за течією на відстані 0,5 км розташоване село Промінь, на протилежному березі — села Привільне та Українське.

## Населення

### Мова
Розподіл населення за рідною мовою за даними перепису 2001 року:
| Мова            | Кількість | Відсоток |
| --------------- | --------- | -------- |
| російська       | 219       | 69.74%   |
| українська      | 83        | 26.43%   |
| інші/не вказали | 12        | 3.83%    |
| Усього          | 314       | 100%     |

## Видатні уродженці
- Кобицька Віра Андріївна — Герой Соціалістичної Праці.